# Ingvar Gärd
Ingvar Gärd (6 de outubro de 1921 - 31 de agosto de 2006) foi um futebolista sueco. Ele competiu na Copa do Mundo FIFA de 1950, sediada no Brasil, na qual a seleção de seu país terminou na terceira colocação.